# Hopen

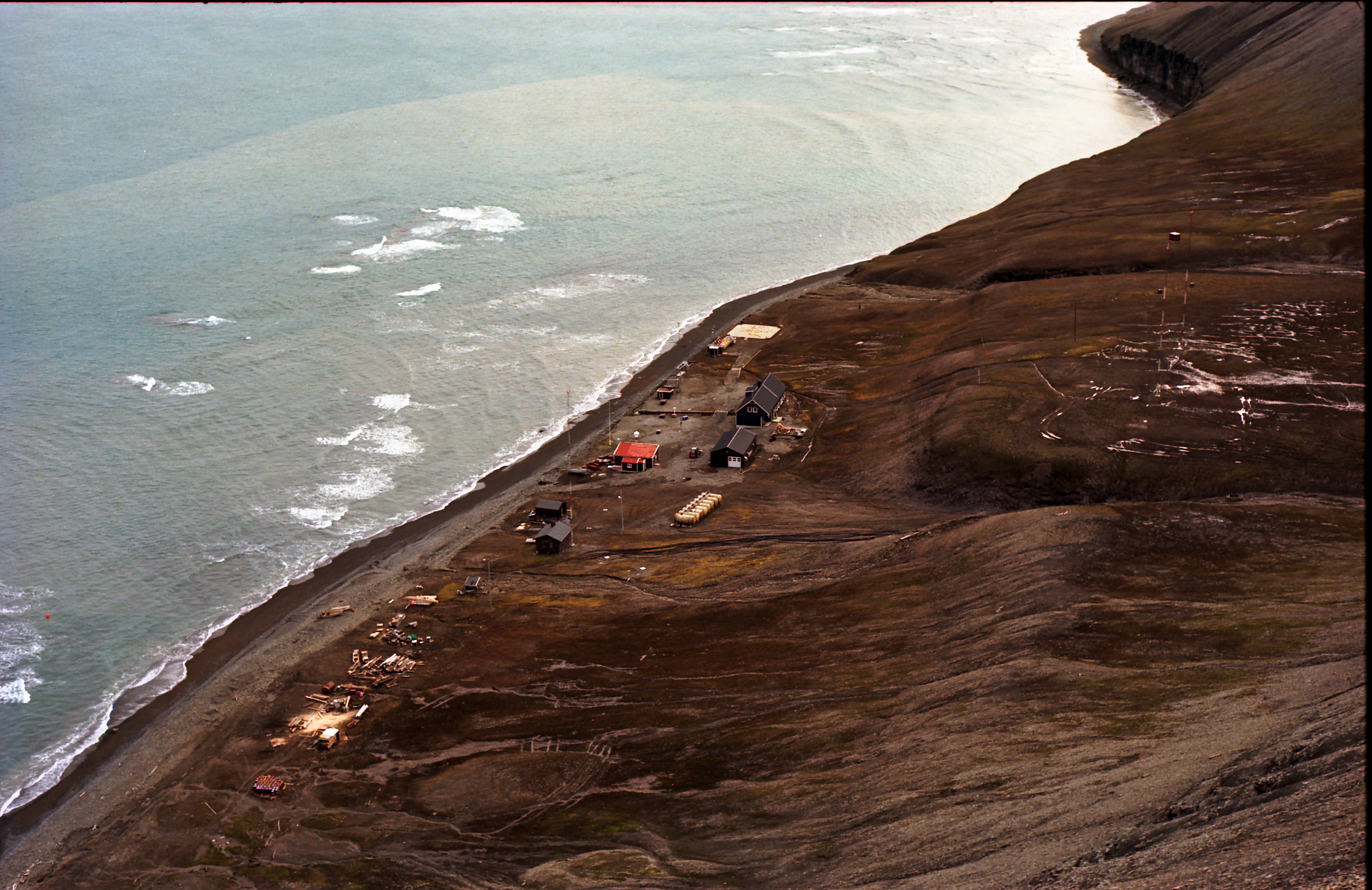
La estación meteorológica.

La isla de Hopen es una pequeña isla habitada del archipiélago noruego de las islas Svalbard, en el océano Ártico. Administrativamente, pertenece a Svalbard, un territorio dependiente de Noruega.
El Norges Meteorologiske Institutt opera una estación meteorológica en la isla, que cuenta con un personal permanente de 4 personas en el año 2008 (llamados hopenitanos).

## Geografía
La isla de Hopen está localizada en la parte sureste del archipiélago de las Svalbard, en aguas del mar de Noruega, a unos 93 km de la isla Nordaustlandet, a 215 km de Spitsbergen y a 270 km de la isla del Oso. Tiene una superficie de 47 km² y unos 33 km de largo por 2 km de ancho. El punto más alto de la isla es el monte Iversenfjellet, con 370 m

## Historia
Aunque el archipiélago de Svalbard fue descubierto en el verano de 1596 por el navegante holandés Willem Barents, no se tiene constancia de que hubiera avistado esta isla. Probablemente no fue descubierta hasta 1613, en que el ballenero inglés  de Hull, Thomas Marmaduke, navegando para la Muscovy Company con el Matthew, un barco de 250 toneladas, vicealmirante de la flota ballenera inglesa, navegó por sus aguas. El descubrimiento fue recogido en el Mapa de la Muscovy Company de 1625, en el que al lado de la isla figura la anotación 1613. Marmaduke llamó a la isla Hope en honor de su antiguo barco, el Hopewell.
Durante la II Guerra Mundial, la Luftwaffe emplazó en la isla un equipo de meteorología como parte de la «Operación Siciliana».